# Tonight (álbum de David Bowie)
Tonight (Esta noche en español) es el decimosexto álbum del músico y compositor británico David Bowie. Fue lanzado originalmente en septiembre de 1984, con el sello de EMI America. Salió luego de su álbum más exitoso comercialmente, Let's Dance. 
Describió al álbum, lanzado inmediatamente después de que terminara la gira de su álbum anterior, como un esfuerzo por "mantener mi mano [en la corriente popular], por así decirlo" y retener a la nueva audiencia que había adquirido recientemente. 
El álbum fue un éxito comercial, alcanzó el número uno en la lista de álbumes del Reino Unido en octubre de 1984 y recibió un disco de platino de la Asociación de Industria Discográfica de Estados Unidos (RIAA) y un disco de oro de la Industria Fonográfica Británica (BPI). Hasta enero de 2017, había vendido más de 4.1 millones de unidades equivalentes a álbumes en todo el mundo. Ha recibido críticas en su mayoría negativas de críticos de música y Bowie expresó su insatisfacción con él en años posteriores.
El álbum cuenta con las colaboraciones de Iggy Pop y Tina Turner.

## Producción
David Bowie trabajó en Tonight después de completar su Serious Moonlight Tour en apoyo de su álbum anterior, Let's Dance. No tuvo mucha suerte escribiendo mientras estaba de gira, por lo que describió el proceso de grabación del álbum Tonight de esta manera:
Fue apresurado. El proceso no fue apresurado; nos tomamos nuestro tiempo grabando la cosa; Let's Dance se terminó en tres semanas, Tonight tomó cinco semanas o algo así, lo que para mí es un tiempo realmente largo. Me gusta trabajar rápido en el estudio. No hay mucho de mi composición en él porque no puedo escribir sobre la gira y no había ensamblado nada para lanzar. Pero pensé que era una especie de esfuerzo violento, algo como Pin Ups. 
Bowie buscó a propósito mantener el sonido de la banda que había usado en el álbum anterior y en la gira, sintiendo que los nuevos fanáticos que había acumulado esperaban escuchar lo mismo en el nuevo álbum que habían escuchado antes, de ahí la inclusión de los músicos de "Borneo Horns" en el álbum.
Al igual que Let's Dance, pero a diferencia de la mayoría de los álbumes anteriores de Bowie, Bowie no tocó ningún instrumento en el disco, y de hecho delegó casi toda la responsabilidad de la música ejecutada a sus músicos, solo ocasionalmente ofrecía algún aporte crítico.
Bowie trajo a Derek Bramble y Hugh Padgham para producir el disco, el primero recibió el visto bueno de Bowie debido a algunas de los demos que había producido recientemente para la cantante inglesa Jaki Graham. Al igual que con Let's Dance, Bowie se preparó para el álbum grabando algunos demos de antemano, esta vez apareciendo con 8 de las 9 canciones que aparecerían en el álbum. Esto sorprendió al colaborador Carlos Alomar, quien dijo "fue la primera vez que trajo algo en los once años que he estado con el maldito hombre".
Iggy Pop pasó mucho tiempo en el estudio con Bowie y la banda mientras se grababa el álbum, diciendo "Trabajé mucho en ese álbum. Hay mucho más trabajo del que se refleja en el simple crédito de co-escritor de dos canciones y algunas del material viejo". Cuando se le preguntó por qué Bowie incluía tanto material escrito por Pop en el álbum, Pop solo podía suponer: "Creo que solo quería que las canciones se escucharan más", un sentimiento que Bowie reflejaría al versionar "Bang Bang" de Pop en su próximo álbum, Never Let Me Down. 

## Canciones
Algunos de los demos aún no tenían nombre, pero estaban numerados, llamados simplemente "1", "2" y "3". "1" se convertiría en la canción "irreligiosa" del álbum "Loving the Alien". Bowie describió "Loving the Alien" como una composición muy personal que no sentía que encajase con el resto del álbum debido a que es una canción muy oscura en medio de una 'comida más liviana'. Dijo: ""Alien" surgió debido a mi sensación de que mucha de nuestra historia está equivocada - ya que está siendo re-descubierta todo el tiempo - y que nos basamos demasiado en el conocimiento erróneo que hemos recogido". Bowie grabó el demo de la canción en Montreux, Suiza, con un guitarrista y un baterista que había seleccionado de una banda suiza local.

Los demos "2" y "3" no se terminaron para el álbum, para gran pesar de Padgham. Él dijo:
En realidad no eran más que improvisaciones. David tenía algunos riffs en una cinta, en su cabeza, y la banda improvisaba sobre ellos y hacíamos una pequeña parte de una canción con ello. Pero eran canciones bastante vulgares. En un momento dado, David me preguntó cuál era mi canción menos favorita de las once o doce que teníamos, y dije "Blue Jean". Pensé que era un poco irrelevante. Hubiera preferido tener "2" en su lugar. No podría decirte por qué no los puso en el álbum. Pero me hubiera encantado haberlos terminado.
Tres canciones eran versiones de canciones antiguas de Iggy Pop: "Don't Look Down", "Tonight" y "Neighborhood Threat", la última de las cuales se destaca como una canción que Bowie desearía no haber hecho, y que más tarde la llamó "desastrosa". "Esa es una que desearía no haber tocado nunca, o al menos haberla tocado de manera diferente. Salió totalmente mal. Sonaba tan tensa y comprometida, y fue tan divertido hacerla. Era la banda equivocada para hacerlo... Maravillosa banda, pero no fue del todo adecuada para esa canción".
"Tumble and Twirl", coescrita con Pop, relata las hazañas de la pareja mientras estaba de vacaciones en las islas indonesias de Bali y Java después de que la gira anterior de Bowie hubiera terminado.
"Don't Look Down", que fue uno de los retornos de Bowie a una canción de estilo reggae (después de "Yassassin" de Lodger), dejó perplejo a Bowie: "Lo intenté de todas maneras. Lo probé con jazz-rock, lo intenté como una marcha, y luego simplemente le acerté con un viejo ritmo de ska, y cobró vida. Tomando energía del lado musical, reforcé la letra y le di su propia energía. Creo que trabajar con Derek Bramble ayudó porque él tocó muy bien una correcta línea de bajo.
Para "Tonight", la pista que da nombre al álbum y la otra canción con estilo reggae en el álbum, Bowie eliminó la introducción hablada de la versión original de Pop, llamándola una "cosa idiosincrásica" de Pop que "no parecía ser parte de mi vocabulario... supongo [eliminar la introducción hablada] cambió todo el sentimiento. Todavía tiene la misma sensación de esterilidad, pero está fuera de esa área específica en la que no estoy en casa". Pop aprobó los cambios de Bowie. Para las voces de la canción, Bowie y Tina Turner cantaron cara a cara, aunque Bowie regresó y volvió a grabar el primer verso después de decidir cantar su parte en una octava más alta. 

"Dancing with the Big Boys", que Bowie también coescribió con Pop, se escribió y grabó en ocho horas mientras se incitaban mutuamente. En lo que se describió como una "carrera emocionante", Bowie y Pop "entraron [al estudio] con unas pocas botellas de cerveza y prácticamente gritaron cualquier cosa que les llegara a la cabeza", dijo Padgham. "Y yo sólo grabé todo". La canción trata sobre el "chico pequeño" aplastado por "estructuras corporativas opresivas". Las letras fueron tomadas de una acumulación de letras no utilizadas; la frase "this dot marks your location" ("este punto marca tu ubicación") fue una referencia a una "larga e irritante estadía" en un hotel de Nueva York (Bowie había estado buscando el mapa que indique la salida de emergencia de la habitación del hotel), y "Your family is a football team" ("Tu familia es un equipo de fútbol") era una referencia a las familias inmigrantes que trabajan en Nueva York; "toda la familia [tiene] que trabajar junta para sobrevivir". Acerca de la canción Bowie dijo:
Hay un sonido particular que busco y que todavía no tengo; O bien lo obtendré en el próximo álbum o me olvidaré de él. Creo que me acerqué bastante a él en "Dancing with the Big Boys". ... Me puse muy "musical" en los últimos años, tratando de escribir musicalmente y desarrollar cosas como la gente solía escribir en los años cincuenta. Me mantuve alejado de la experimentación. Ahora, creo que debería ser un poco más aventurero. Y en "Big Boys", Iggy y yo nos separamos de todo eso por una canción, y se acercó más al sonido que estaba buscando que a cualquier otra cosa.

## Sencillos y vídeos
Se lanzaron tres sencillos del álbum: "Tonight", "Blue Jean" y "Loving the Alien". A su vez, "Blue Jean" generó varios videos, incluida una "elaborada" colaboración de 20 minutos de duración con Julien Temple, que se describió como un "minifilm" más que un video, y representó el interés de Bowie en hacer películas reales.

## Recepción y crítica
A pesar de algunas críticas positivas del álbum, otros críticos lo criticaron por carecer de creatividad. Padgham, quien coprodujo el álbum, también dijo que era menos innovador que otros álbumes de Bowie.
Un artículo de Melody Maker más tarde rechazó Tonight como "podrido". El crítico de AllMusic, Stephen Thomas Erlewine, lo llamó "uno de los álbumes más débiles que Bowie ha grabado" y escribió que "nada del material iguala a las canciones de Let's Dance", aunque hizo una excepción con "Blue Jean". The New Rolling Stone Album Guide describió Tonight como "algo costoso y hecho a las apuradas relleno con flojos covers". Alexis Petridis, de The Guardian, declaró en una retrospectiva de la carrera de Bowie en 2016: "Let's Dance ... tuvo sus momentos ... Tonight, sin embargo, no".
Bowie más tarde se distanciaría del álbum, reconociendo que no fue uno de sus esfuerzos más fuertes. En 1989, cuando trabajaba con Tin Machine, reflexionó: "Hay cosas en [el álbum] que realmente podrían hacer que me golpee a mí mismo. Cuando escucho aquellos demos es como: '¿Cómo se convirtió en eso?' Deberías escuchar el demo de "Loving the Alien". Es maravilloso en el demo. ¡Te lo prometo! (Risas). Pero en el álbum, es ... no tan maravilloso".
A pesar del consenso general sobre el álbum, Stylus Magazine revisó el álbum en 2005 como parte de su sección "On Second Thought" y concluyó que Tonight, aunque no es un gran álbum, sigue siendo bueno: "es un álbum mucho mejor de lo que piensas, o es posible creerlo". Bowie hizo algunos discos mediocres, pero este no es uno de ellos, y francamente, incluso sus fallas no son aburridas, porque, bueno, es un álbum de Bowie de los años 80, de una década en la que fue tremendamente inconsistente, pero nunca aburrido". En 2016, Yo Zushi de la revista New Statesman también defendió al álbum, escribiendo "ningún álbum que comience con la obra maestra de siete minutos 'Loving the Alien' y contenga la roquera 'Blue Jean', debería haber recibido la paliza que recibió". También consideró que "la versión de la canción de The Beach Boys, God Only Knows, con estilo de "especial de televisión", es tan conmovedora, en su forma fría, casi brechtiana, como Wild Is the Wind de Station to Station - es como ver a Elvis en Las Vegas a través de una capa de hielo".

## Reediciones
En 1995, Virgin Records volvió a lanzar el álbum en CD con tres pistas adicionales. EMI realizó el segundo lanzamiento en 1999 (con sonido remasterizado digitalmente de 24 bits y sin pistas extra).

## Lista de canciones
Lado A

| N.º | Título | Escritor(es)               | Duración |  |
| 1.  | «Loving the Alien» | David Bowie                | 7:11     |  |
| 2.  | «Don't Look Down» (Originalmente grabada por Iggy Pop para su disco New Values de 1979)                                  | Iggy Pop, James Williamson | 4:11     |  |
| 3.  | «God Only Knows» (Originalmente grabada por The Beach Boys para su disco Pet Sounds de 1966)                             | Brian Wilson, Tony Asher   | 3:08     |  |
| 4.  | «Tonight» (Interpretada por Bowie y Tina Turner; originalmente grabada por Iggy Pop para su disco Lust for Life de 1977) | Bowie, Pop                 | 3:46     |  |

Lado B

| N.º | Título                                                                                         | Escritor(es)                             | Duración |  |
| 5.  | «Neighborhood Threat» (Originalmente grabada por Iggy Pop para su disco Lust for Life de 1977) | Bowie, Pop, Ricky Gardiner               | 3:12     |  |
| 6.  | «Blue Jean»                                                                                    | Bowie                                    | 3:11     |  |
| 7.  | «Tumble and Twirl»                                                                             | Bowie, Pop                               | 5:00     |  |
| 8.  | «I Keep Forgettin'» (Originalmente grabada por Chuck Jackson)                                  | Jerry Leiber, Mike Stoller, Gil Garfield | 2:34     |  |
| 9.  | «Dancing with the Big Boys» (Interpretada por Bowie y Pop)                                     | Bowie, Pop, Carlos Alomar                | 3:34     |  |

Bonus Tracks (Virgin Records)

| N.º | Título                                                                                  | Escritor(es)                  | Duración |  |
| 1.  | «This Is Not America» (Lanzado en sencillo en 1985 por David Bowie y Pat Metheny Group) | Bowie, Pat Metheny, Lyle Mays | 3:51     |  |
| 2.  | «As the World Falls Down» (Lanzado en la banda sonora de Labyrinth en 1986)             | Bowie                         | 4:46     |  |
| 3.  | «Absolute Begginers» (lanzada en la banda sonora de Absolute Begginers)                 | Bowie                         | 8:00     |  |

## Personal
- Músicos:
  - David Bowie - voces
  - Derek Bramble: bajo, guitarra, sintetizador, coros
  - Carlos Alomar: guitarras
  - Omar Hakim: batería
  - Carmine Rojas: bajo
  - Mark King: bajo en "Tumble and Twirl"
  - Rob Yale: Fairlight CMI en "Loving the Alien", "Tonight", y "God Only Knows"
  - Guy St. Onge: Marimba
  - Sammy Figueroa: percusión
  - Tina Turner: voces en "Tonight"
  - Iggy Pop: voces en "Dancing with the Big Boys"
  - Robin Clark: coros
  - George Simms: coros
  - Curtis King: coros

- The Borneo Horns:
  - Stanley Harrison: saxofón alto, saxofón tenor
  - Steve Elson: saxofón barítono
  - Lenny Pickett: saxofón tenor, clarinete
  - Arif Mardin: Arreglos, sintetizador

Productores:
- David Bowie
- Derek Bramble
- Hugh Padgham